# Sarah Chan
Sarah Zeinab Chan é uma ex-jogadora profissional de basquete do Sudão do Sul e principal olheira na África para o Toronto Raptors da NBA. Ela cresceu como refugiada no Quênia. Ela é a primeira mulher a ser olheira de um time da NBA na África. Ela também é a fundadora da Home At Home/Apediet Foundation, uma ONG que combate o casamento infantil e defende esportes e educação para as meninas. Em 2022, Sarah foi nomeada para a lista das 100 mulheres da BBC.

## Infância e educação
Sarah cresceu em Cartum, no Sudão, durante a segunda Guerra Civil Sudanesa. Ela morava com seus pais, dois irmãos mais velhos e uma irmã mais nova ao lado de outras famílias em uma propriedade que era "meio barro e meio tijolo". Ela fala inglês, suaíli, árabe e dinka.
Em agosto de 1998, sua família fugiu para Nairóbi, no Quênia, onde seus pais receberam um patrocínio acadêmico para estudar teologia, bem como mensalidades para a educação de Sarah e de sua irmã. Sarah praticou esportes pela primeira vez em 2004, na Laiser Hill High School, onde rapidamente se destacou no basquete.
Em 2007, ela se mudou para os Estados Unidos, e frequentou a Union University, na cidade de Jackson, no estado do Tennessee, com uma bolsa de basquete. Lá ela estudou ciências políticas e história e jogou no programa NAIA da escola. Depois de jogar profissionalmente por alguns anos na Europa e na África, ela voltou para Nairóbi, onde fez mestrado em estudos de paz e conflito na United States International University Africa.

## Carreira esportiva
Com 1,93 m de altura, Sarah jogava na posição avançada. Como sênior, ela foi nomeada para a equipe de todos os torneios do NAIA e para a equipe principal do NAIA All-American. Ao longo de quatro temporadas na Union University, ela marcou 1.892 pontos e fez 1.112 rebotes.
Ela fez um teste para o time WNBA Indiana Fever, mas não foi selecionada.
Sarah continuou jogando basquete profissionalmente na Espanha e em Portugal, e também jogou em clubes da Tunísia, Angola e Moçambique. Posteriormente, ela voltou ao Quênia, onde jogou pela United States International University Africa. Sarah foi a artilheira e rebatedora, e esteve no All-Star Five da Fiba Africa Women's Champions Cup 2015, e também competiu na Fiba Africa Women's Clubs Champions Cup 2017.
Enquanto treinava em um acampamento de basquete do Giants of Africa, no Quênia, em 2017, ela foi descoberta pelo presidente do Toronto Raptors, Masai Ujiri, que seguiu sua carreira e mais tarde a contratou como olheira e associada de desenvolvimento de basquete. Como olheira principal, Sarah viaja por toda a África recrutando talentos para os Raptors. Ela também convenceu Ujiri a realizar acampamentos do Giants of Africa em Juba, no Sudão do Sul, e em Mogadíscio, na Somália, para oferecer às meninas a oportunidade de experimentar o basquete.

## Instituição de caridade
Sarah fundou sua própria instituição de caridade, a Home At Home/Apediet Foundation, para fornecer orientação a meninas, prevenir o casamento infantil e promover educação e esportes. É uma organização não-governamental nacional com o nome de sua mãe.